# Gwara suwalska
Gwara suwalska – wymierająca gwara języka polskiego charakterystyczna dla mieszkańców Suwałk i Suwalszczyzny. Spokrewniona z dialektem wileńskim i gwarą białostocką. Powstała w wyniku wzajemnego oddziaływania kilku wzorców językowych: polskiego, białoruskiego, litewskiego, w mniejszym zakresie też rosyjskiego i niemieckiego.

## Cechy charakterystyczne
- zanik celownika, zamiast którego używa się konstrukcji z przyimkiem „dla” (np. kup dla mnie, daj dla babci, powiedz o tym dla Marka)
- forma grzecznościowa tworzona bez użycia słowa pan/pani: Kiedy do mnie zajdzie? Dlaczego o tym dla mnie nie mówił?
- w formie grzecznościowej tryb rozkazujący równy trybowi oznajmującemu, też bez użycia pan/pani: Siedzi spokojnie! Zapłaci dla mnie sto złotych!
- specyficzna leksyka, np. dalibóg – „Bóg mi świadkiem”, Blin – placek
- specyficzne określenia i nazwy własne – np. lelak, wiszczeć,
- szadzenie

Posłuchajmy, jak mieszkanka Suwalszczyzny – pani Jakubowska (z domu Skindzierz, lat 82) – opowiadała o częściach składowych kołowrotka i wspominała minione lata – I wojna światowa – Wigry (nagranie w Żylinach koło Suwałk, 1976)